# Casa do Cabido (Santiago de Compostela)
A Casa do Cabido é un edifício situado no centro histórico de  Santiago de Compostela, Galiza, Espanha, junto à catedral, concebido para o embelezamento urbano da Praça de Praterías.
Depois de ter sido propriedade particular desde 1855, o edifício foi adquirido pelo Consórcio de Santiago, a instituição responsável pelo património histórico de Santiago de Compostela, em 2008. Em 2011 foi completamente reabilitado e em janeiro de 2012 abriu ao público como espaço cultural.

## História e caraterísticas
Foi projetada pelo arquiteto do barroco Clemente Fernández Sarela e data de 1758. Inicialmente foi a sede do cabido da catedral, mas desde meados do século XIX que é propriedade particulara. Os grémios medievais de prateiros deram nome à praça e à fachada da catedral que constitui o lado norte da praça. No meio desta encontra-se a Fonte dos Cavalos, que deve o seu nome às esculturas que a decoram. A Casa do Cabido foi erigida principalmente para embelezar a praça, pois tem uma função meramente cenográfica, de fechar um dos lados da bela praça como um pano de fundo, com o seu típico estilo de placas do barroco galego, um estilo muito compostelano do século XVIII, do qual a casa é um belo exemplo.
A casa inspirou o conto “Mi hermana Antonia” de Valle-Inclán, da mesma forma que a Fonte dos Cavalos inspirou a Federico García Lorca o poema “Danza da Lúa en Santiago”.